# Wildekopf
Der Wildekopf ist ein nordwestlicher Ausläufer des Großen Beerbergs, des höchsten Berges des Thüringer Waldes. Mit 943,2 m ü. NHN Höhe ist er einer der höchsten Gipfel des Mittelgebirges, besitzt indes nur etwa 800 m Dominanz und 21,4 m Schartenhöhe, weshalb er nicht als eigenständiger Berg anzusehen ist.
Namentlich vom Wildekopf unterschieden wird der 941,5 m hohe Sommerbachskopf, der sich nur 500 m nördlich befindet bei einer Schartenhöhe von weniger als 1,5 m. Allerdings liegt der Wildekopf in der kreisfreien Stadt Suhl, der Sommerbachskopf im Landkreis Schmalkalden-Meiningen, wo er die höchste Erhebung darstellt.
Bis zur Eingemeindung von Gehlberg und Schmiedefeld am Rennsteig zu Beginn des Jahres 2019 war der Wildekopf nach dem Schneekopf-Ausläufer Fichtenkopf (944 m) zweithöchste Erhebung der Stadt Suhl gewesen. Seither liegen jedoch auch die drei höchsten Berge des Thüringer Waldes, Großer Beerberg 982,9 m, Schneekopf (978 m) und Großer Finsterberg (944,1 m), im Gebiet der kreisfreien Stadt.
Insbesondere aus südlicher Richtung ist der Wildekopf mit landschaftsprägend für den Gebirgskamm. Die Ostflanke des Wildekopf besitzt einen der steilsten und tiefabfallendsten Hänge im Zentralmassiv des Thüringer Waldes.